# Ste-Foy (Conques)

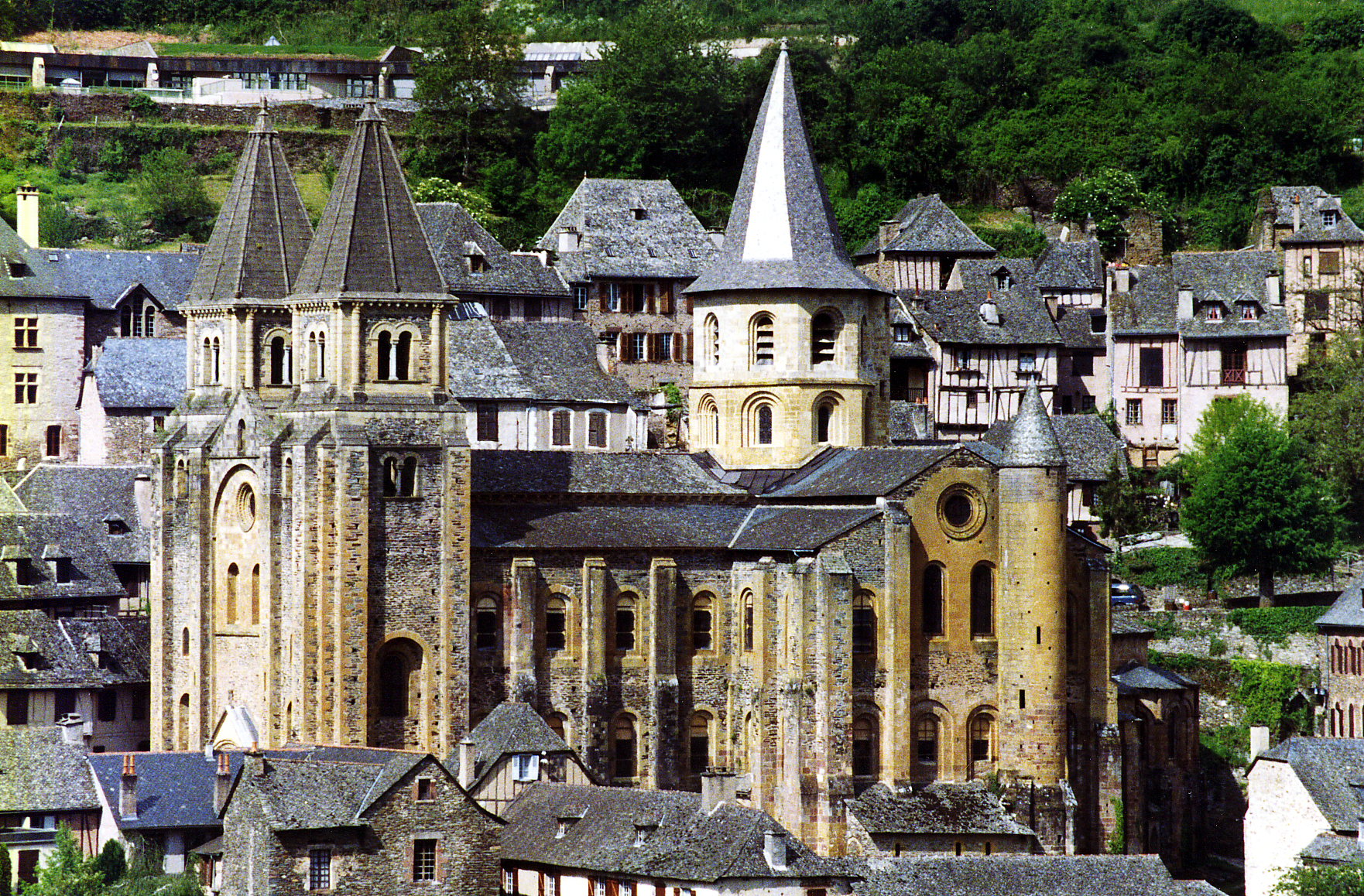
Klosterkirche Sainte-Foy

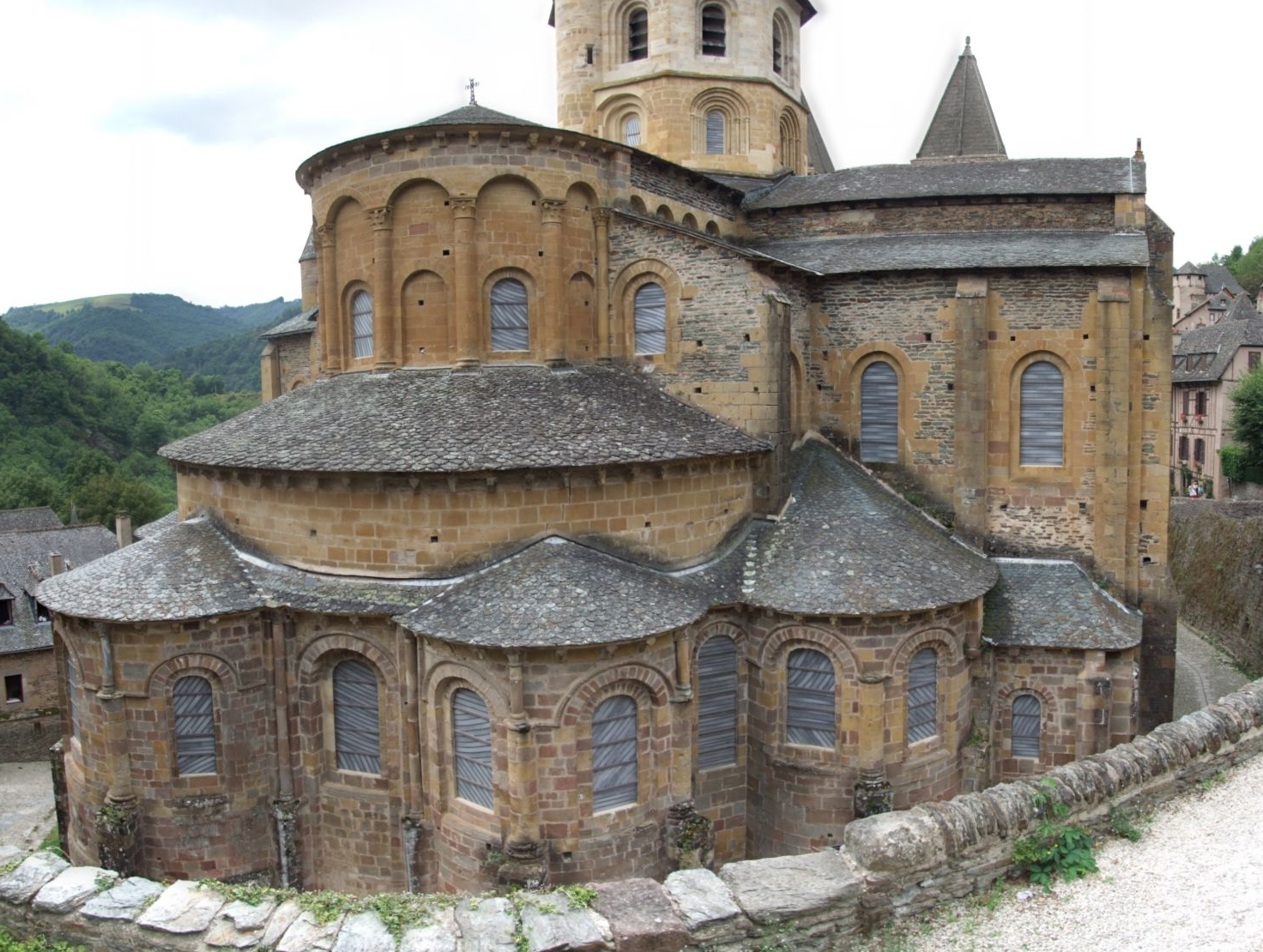
Chorpartie

Die romanische Klosterkirche Sainte-Foy steht in Conques (Gemeinde Conques-en-Rouergue) im Département Aveyron in Frankreich. Das Gotteshaus und sein kleines Museum gehören zu den Höhepunkten der Kulturgeschichte des südlichen Frankreichs. Trotzdem ist der Ort wegen seiner abgelegenen Lage wenig besucht. Conques und seine Klosterkirche liegen an einem Berghang. Diese Lage drohte der Kirche einstmals zum Verhängnis zu werden.
Seit 1998 ist die Kirche als Teil des Weltkulturerbe der UNESCO „Jakobsweg in Frankreich“ ausgezeichnet.

## Geschichte
Die Kirche hat ihren Namen nach der heiligen Fides, im Französischen Sainte-Foy genannt. Fides war der Name eines Mädchens, das zur Märtyrerin geworden war. Sie war die Tochter eines angesehenen Bürgers von Agen und wurde am 6. Oktober des Jahres 303 im Alter von 12 Jahren auf einem glühenden Rost gemartert und enthauptet. Das geschah auf Anweisung von Dacius, dem Prokonsul der Provinz Aquitania, nachdem sie sich geweigert hatte, die heidnischen Götter anzubeten. Sie war damit eine der ersten der vergleichsweise wenigen Märtyrer im römischen Gallien. Die religiöse Fantasie und die emotionale Erregung erfuhren noch durch ihr jugendliches Alter und ihre damit verbundene Jungfräulichkeit eine bedeutsame Steigerung. Ihre Gebeine wurden am 14. Januar 866 nach einem Raub feierlich nach Conques gebracht und werden seitdem hier verehrt.
Die Klosterkirche, die einen älteren karolingischen Bau ersetzte, wurde kurz nach 1041 begonnen und zu Beginn des 12. Jahrhunderts weitgehend vollendet. Damit steht sie in der Phase der Früh- und Hochromanik. Im Mittelalter gehörte sie zu einer Benediktinerabtei. Nach Saint-Philibert in Tournus in Burgund besitzt sie möglicherweise das älteste Tonnengewölbe großen Ausmaßes.

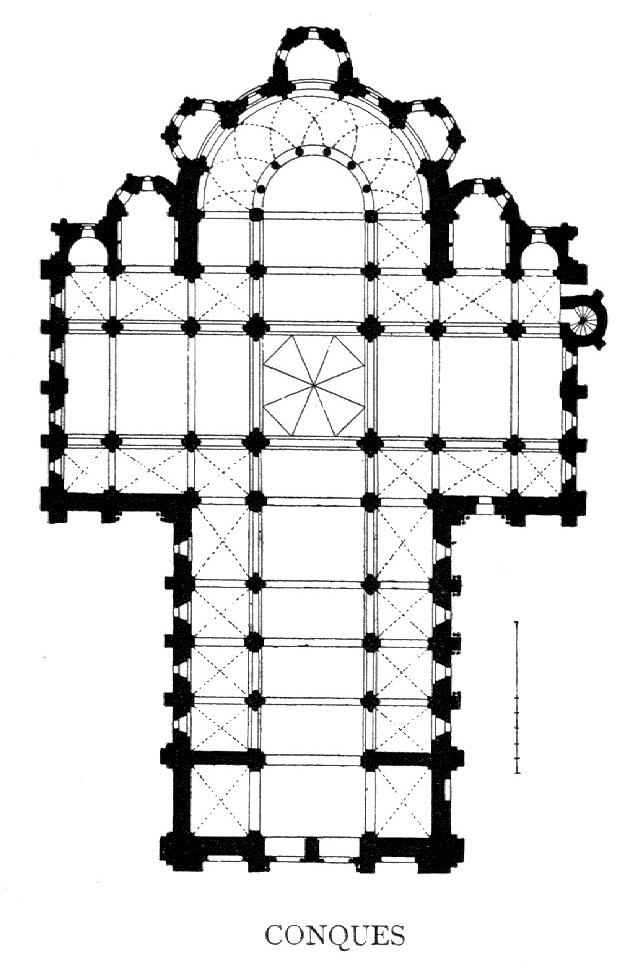
Grundriss

Die Baugeschichte wird gängigerweise nach den Amtszeiten der Äbte eingeteilt:
- Odolric, 1031–1065, untere Teile des Binnenchors („Apsis“), (Umgang mit) Kapellen,
- Étienne II., 1065–1087, Ausdehnung nach Westen,
- Begon III., 1087–1107, Emporen der Kirche und Kreuzgang,
- Boniface, 1087– ca. 1125, wahrscheinlich Abschluss der Einwölbung, Westfassade.

Die ältere Datierung der Mittelschiffsgewölbe auf 1060 ist damit wohl überholt. Manches spricht sogar dafür, dass in Conques die oberen Teile des Langhauses zeitlich nach der großen Kirche Saint-Sernin in Toulouse errichtet wurden, also ab etwa 1120, die Vierungskuppel sogar erst nach 1130.

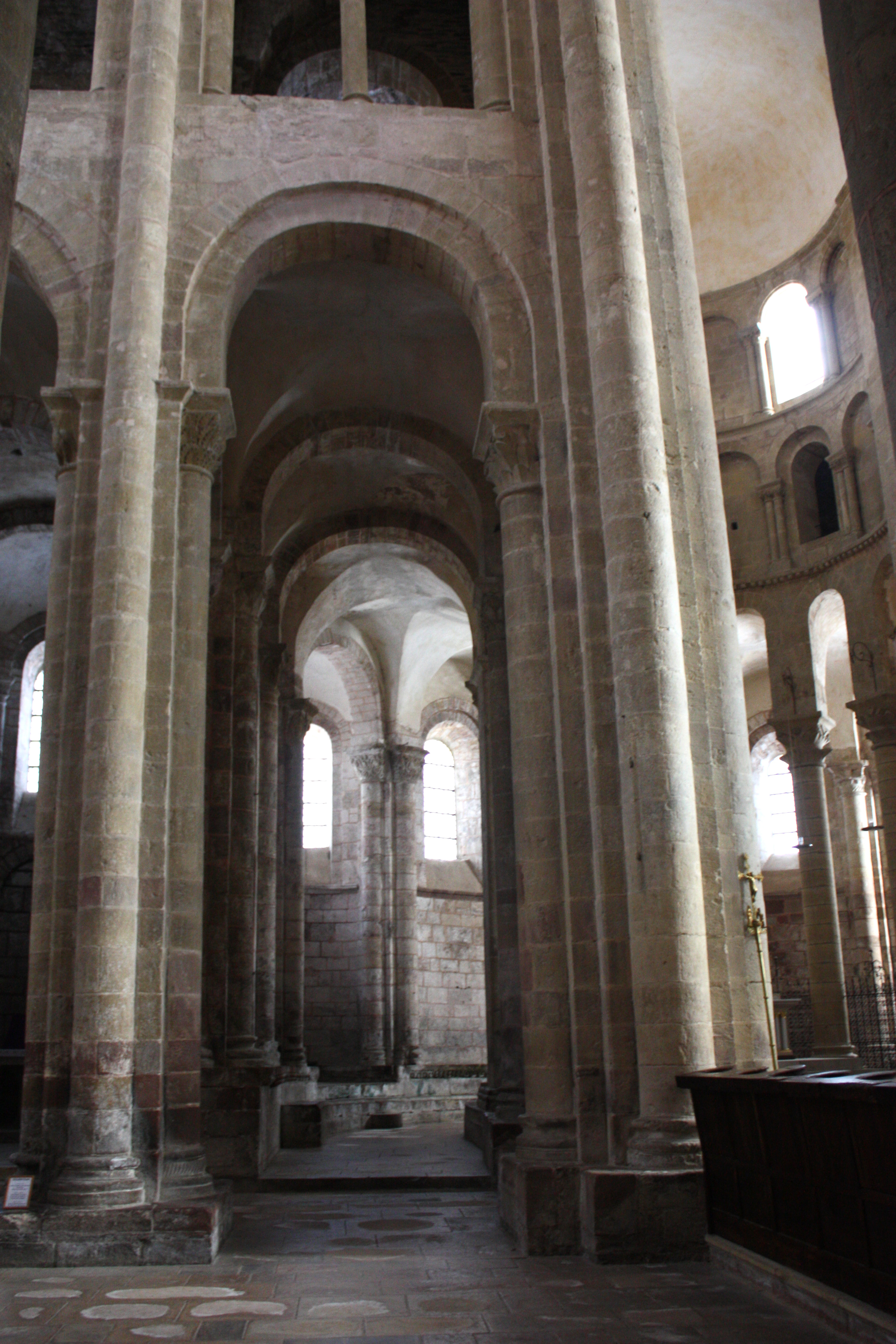
Chorumgang

Die Klosterkirche hat die typische Form einer mittelalterlichen Pilgerkirche: ein geräumiger Innenraum und zahlreiche Nebenkapellen. Sie hat einen fünffachen Staffelchor beziehungsweise eine Kombination von Staffelchor und Kapellenkranz, eine der Vorformen des späteren Kapellenkranzes.
Als die Pilgerreisen nach Santiago de Compostela aufkamen, wurde Sainte-Foy zu einer der wichtigsten Stationen auf der Via Podiensis, dem ältesten Abschnitt des Jakobsweges in Frankreich.

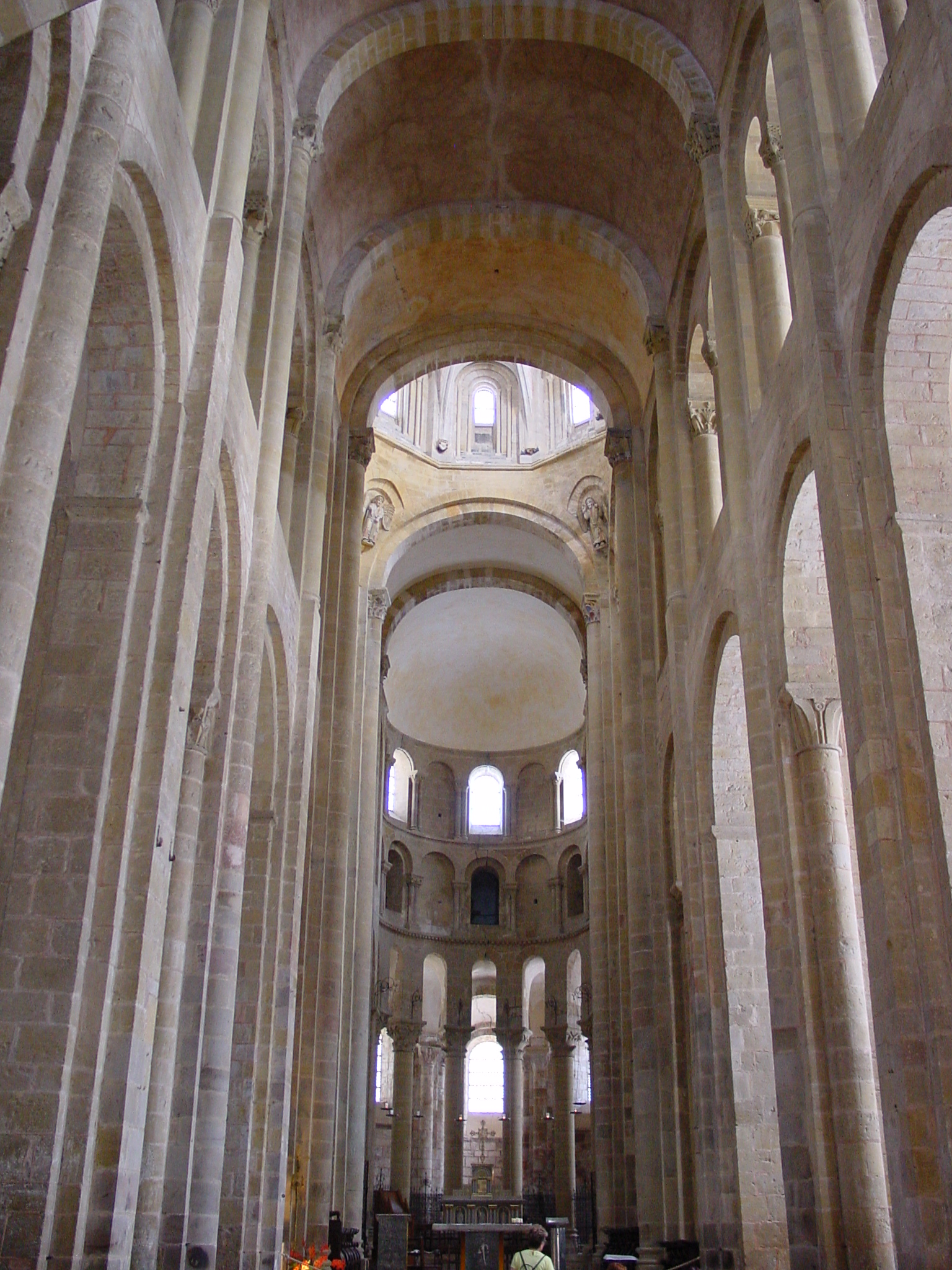
Mittelschiff zum Chor

Nach der großen Zeit der Pilgerzüge gerieten Conques und seine Kirche in Vergessenheit, und es begann ein langsamer Niedergang. 1537 wurde das Kloster säkularisiert, die Benediktinermönche wurden durch ein zwanzigköpfiges Kapitel von Stiftsherren ersetzt. Die Basilika brannte 1568 bei einem Angriff protestantischer Truppen zum Teil ab und blieb nur in Resten für den Gottesdienst nutzbar. Die Lage am Berghang machte sie für die Zerstörungskraft des Regenwassers und die Gefahr der Pfeilerverschiebungen besonders anfällig.
Nach der Revolution 1789 und der endgültigen Auflösung des Klosters blieb sie 50 Jahre lang vernachlässigt. Kupferstiche von 1840 zeigen die Kirche mit teilweise eingestürztem Dach und einer Apsis, die außen bis zum unteren Rand des Fensters verschüttet war. 1839 beauftragte die Gemeinde von Conques einen Architekten aus Rodez mit dem Abbruch der Kirche, die angeblich einzustürzen drohte. Auch das danebenliegende Kloster war gefährdet. Aber nur das Kloster wurde tatsächlich abgebrochen, ein kleiner Teil des Kreuzganges steht heute noch.
Prosper Mérimée kommt das Verdienst zu, dieses Wunder der Romanik, wie die Stadt Conques es heute nennt, gerettet zu haben. Prosper Mérimée (1803–1870) war eigentlich Schriftsteller, wurde aber 1831 Inspektor der historischen Denkmäler Frankreichs. Ihm und Viollet-le-Duc verdankt die französische Kunstgeschichte den Erhalt einer ganzen Reihe ihrer bedeutendsten Bauwerke. Bei einer Inspektionsreise zur Überprüfung historischer Denkmäler im Juni 1837 wandte er sich entschieden gegen die Zerstörung dieser Kirche und erreichte, dass sie unter Denkmalschutz gestellt wurde. Unverzüglich begannen die Restaurierungsarbeiten, die aber erst 1950 mit dem Einsetzen der Fenster ihren Abschluss fanden.
1875 wurde der Klosterschatz, der vergraben worden war, unter den Bodenplatten des Chorganges wiederentdeckt.

## Innenraum

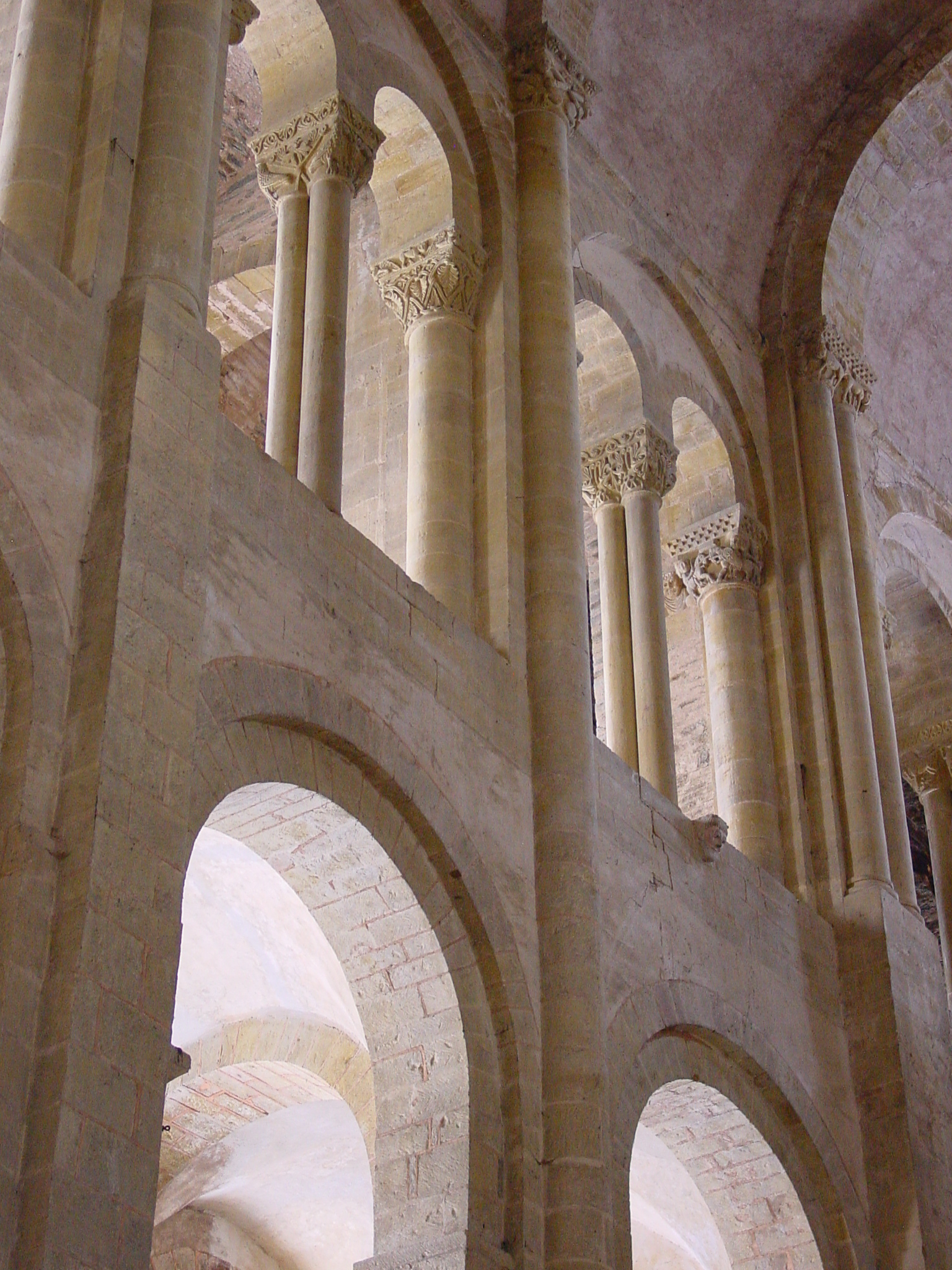
Empore (Detail)

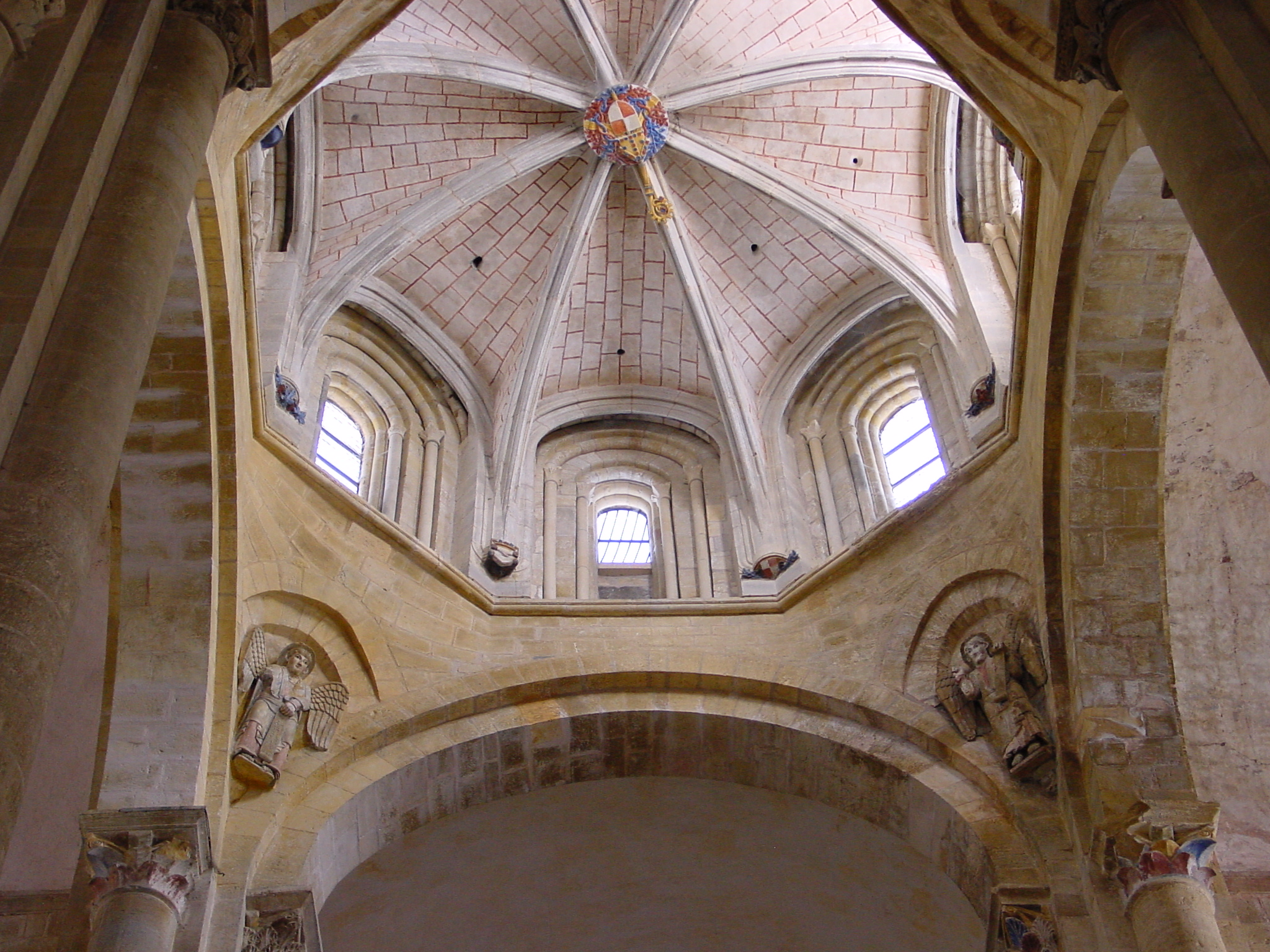
Laterne über der Vierung

Nach St-Philibert in Tournus war Sainte-Foy wohl die nächste große ganz gewölbte Kirche. Das Mittelschiff hat eine Höhe von 22 Meter bei einer Länge von 56 Meter. St-Sernin in Toulouse, 1075 bis 1119 errichtet und ebenfalls vor allem Wallfahrtskirche, ist im Mittelschiff mit 21,10 m wenig niedriger, hat als Stufenhalle aber höhere Seitenschiffe und Emporen. Sie ist ebenfalls vollständig gewölbt, aber 115 m lang bei 32,5 m breitem Langhaus. Die Maße der 1090 begonnenen und 1140 weitgehend vollendeten Prioratskirche von Paray-le-Monial sind denen von Sainte-Foy sehr ähnlich. Cluny III, 1088 begonnen, Vorbild und Mutterkirche für Paray-le-Monial, war etwas höher – und deutlich länger. Speyer II, der dritte vollständig gewölbte Großbau jener Zeit, wurde kurz davor 1082 begonnen und erreichte 33 Meter Höhe, bei 134 m Länge und 37,62 m breitem Langhaus.
Sainte-Foy de Conques ist eine Emporenbasilika. Die Emporen öffnen sich zum Mittelschiff mit jeweils einer Doppelöffnung. Die Emporen sollten den Seitenschub der Mittelschiffsgewölbe abfangen, wie bei St-Sernin. Von den großen normannischen Basiliken hat allerdings Ste-Trinité in Caen weder Emporen noch außen sichtbares Strebewerk, dafür doppelschalige Hochschiffswände. In den ersten gotischen Kathedralen in Sens, Noyon und Laon verwendete man ebenfalls Emporen, aber gleichzeitig schon Strebewerk. In Wallfahrtskirchen wie Sainte-Foy dienten die Emporen auch als Schlafraum für Pilger. Aber in Conques ist der Zugang zu den Emporen so unpraktisch angelegt, dass sie ganz offensichtlich ausschließlich zur Stabilisierung des Gewölbes dienten.
Die Bögen der Umgangs-, Seitenschiffs- und Emporenarkaden sowie der Vierung sind eher robust gestaltet, ebenso die Fenster von der Kapellen- und  Seitenschiffs- über die Emporenétage bis zu den Obergaden. Davon stechen die Formen der Laterne über der Vierung ab; sowohl die Rundstäbe an den Fenstern als auch die fein modellierten Gewölberippen der Schirmkuppel sind typisch für Vorabend und Anfangszeit der Gotik.
Neben den Dimensionen des Innenraums sind die an vielen Kapitellen erhaltenen figürlichen Steinmetzarbeiten erwähnenswert.

## Tympanon

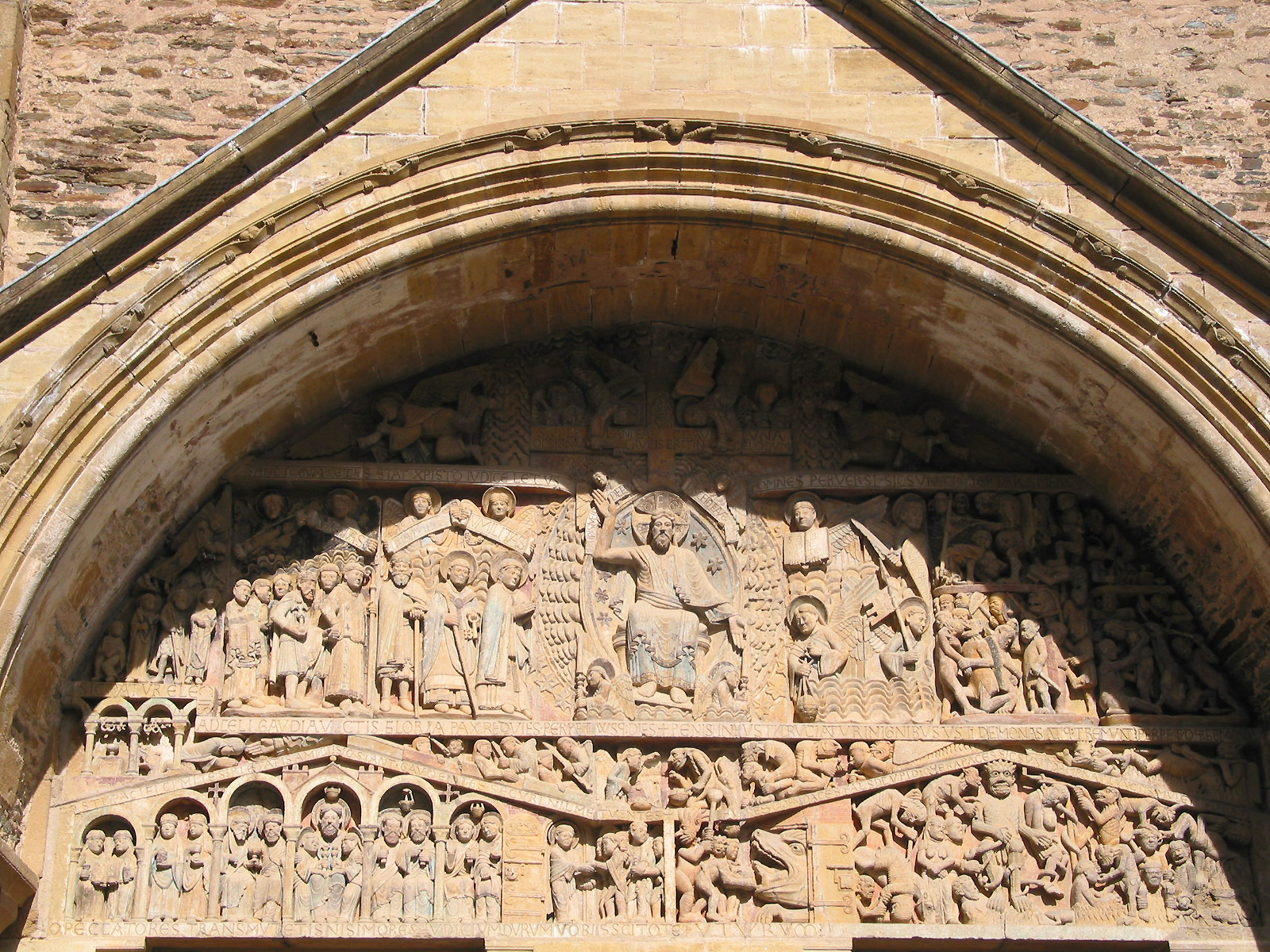
Tympanon des Eingangsportals

Die Hauptattraktion der Klosterkirche von Conques ist das große Tympanon des Eingangsportales aus der Zeit vor 1130. Es ist eines der drei ersten von fünf Tympana höchster Qualität; vielleicht etwas früher wurde das in Moissac (zwischen 1120 und 1130) geschaffen, wohl kaum später entstand das in Vézelay (zwischen 1120 und 1140), es folgten die in Autun (zwischen 1130 und 1146) und Chartres (um 1150, frühgotisch). Als einziges der fünf hat das Tympanon in Sainte-Foy nennenswerte Teile seines bunten Anstrichs behalten. Die Fülle mittelalterlicher Bildergeschichten in diesen Tympana beschränkt sich nicht nur auf biblische Szenen.
Das Generalthema des Tympanons ist das Jüngste Gericht. Diesmal bevölkern ganze 117 Gestalten die Szenerie. Ursprünglich befand es sich nicht an der Außenseite der Kirche, sondern – wie in Vézelay – im Innern einer Vorkirche und ist deshalb so gut erhalten. Das Material ist rötlicher und gelber Sandstein.
In der Mitte der vielschichtigen Erzählung thront Christus in der Mandorla, einem elliptischen Glorienschein. Hier sind noch einige Farbreste erkennbar, von denen aber nicht sicher bekannt ist, ob es die mittelalterlichen Originalfarben sind; fest steht nur, dass diese Figuren bemalt waren. Gemäß der Matthäusvision vom Jüngsten Gericht, nach der Christus die Schafe zu seiner Rechten und die Böcke zu seiner Linken versammelt (Matthäus XXV, 33), teilt er mit seinen ausgestreckten Armen die Welt des Jenseits in das Paradies zu seiner erhobenen Rechten und die Hölle zu seiner nach unten weisenden Linken. Diese Teilung der Welt in Gut und Böse, die die gesamte christliche Kunst des Mittelalters beherrscht, ist bis in die Gegenwart kulturbestimmend wirksam.

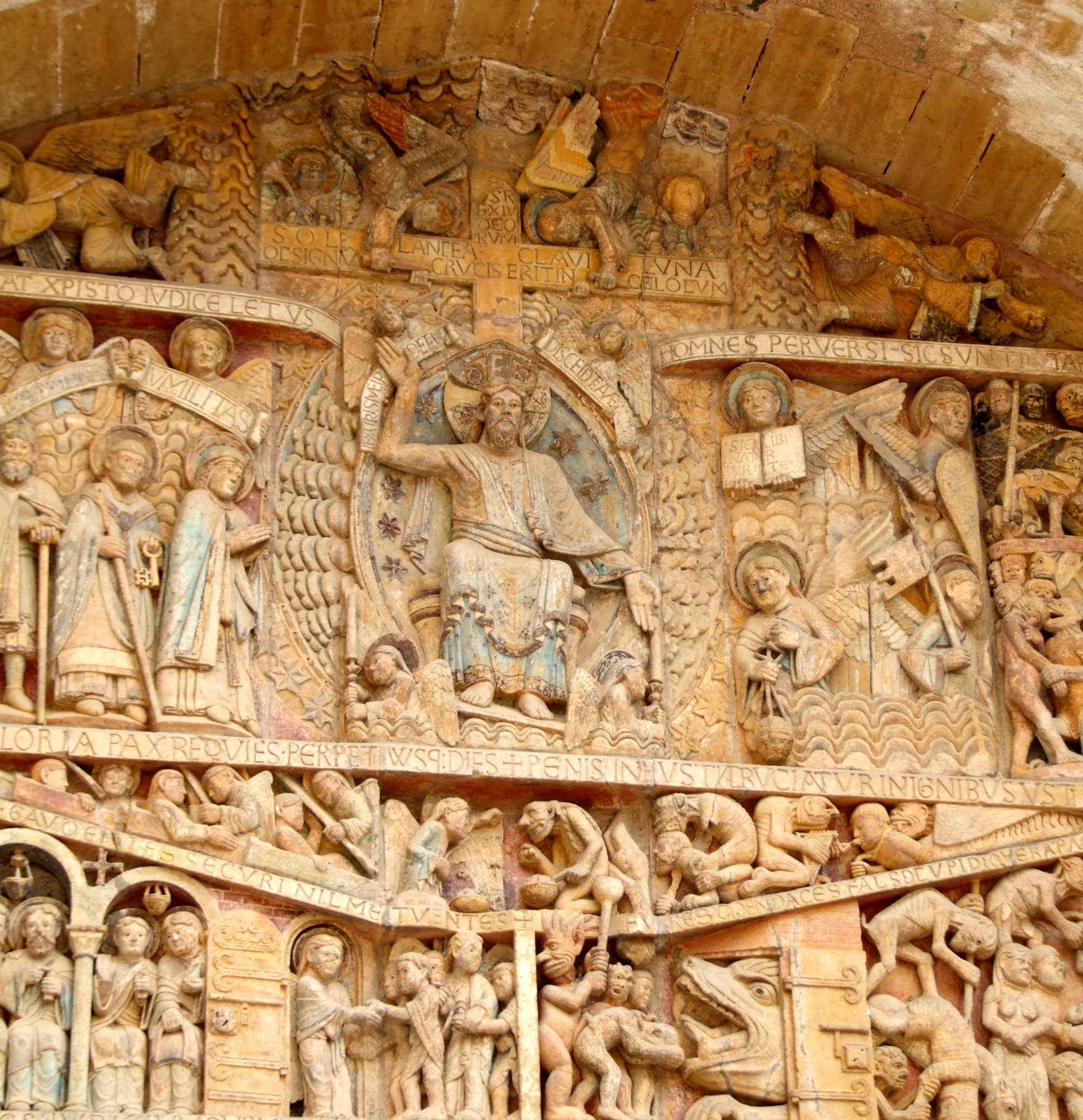
Christus in der Mandorla, darunter die Geretteten und die Verdammten

In der Mandorla sitzt Christus als höchster Richter mit einem Pallium bekleidet. Auf dem Kreuz im Nimbus hinter seinem Haupt steht die Inschrift: „Judex“ (Richter). Mit der rechten Hand weist er den Auserwählten den Himmel: „Kommt, ihr Gesegneten meines Vaters“, lautet die seitliche Inschrift; mit der Linken weist er den Verdammten die Hölle: „Weichet von mir, Verfluchte“, heißt es auf der anderen Seite.
Zu seiner Linken, also von vorne aus rechts von ihm, sind vier Engel zu sehen. Von den zwei Christus zugewandten Engeln hält einer das Buch des Lebens, der andere ein Weihrauchgefäß. Die beiden den Verdammten zugewandten Engel halten Lanze, Schild und Wimpel. Sie halten die Verdammten fern, wie auf dem Schild geschrieben steht: „Die Engel werden die Bösen von den Gerechten trennen“. In der Hölle wird jeder nach seinen Sünden bestraft. Die Qualen, welche hier den Verdammten auferlegt werden, beziehen sich auf die Todsünden. Die Personen dieser fürchterlichen Szenen waren keine erfundenen Wesen, sondern Zeitgenossen.
Wie bei vielen mittelalterlichen Kreuzigungs- oder Weltgerichtsdarstellungen befinden sich links und rechts des Kreuzes die Personifikationen von Sonne (sol) und Mond (luna). Das Kreuz wird als Zentrum der Schöpfung, als Mittelpunkt der Welt und der Geschichte angesehen. Auf dem Querbalken steht die Schrift: „Dieses Kreuzzeichen wird am Himmel erscheinen, wenn der Herr kommt zu richten“ (Matthäus XXIV, 30). Auf jeder Seite des Kreuzes – hier nicht zu sehen – stößt ein Engel ins Horn, um die Menschheit zur jüngsten Versammlung zu rufen.
Zur Rechten Christi befindet sich die moralisch „gute“ Seite, die Seite der Tugenden und der Erlösten – das heißt aber auch: die Seite mit den ambivalenten Themen. Zunächst sind – über den Figuren – Spruchbänder zu sehen, die von vier Engeln gehalten werden und auf denen die Kardinaltugenden verzeichnet sind: Glaube – Hoffnung – Liebe – Demut.

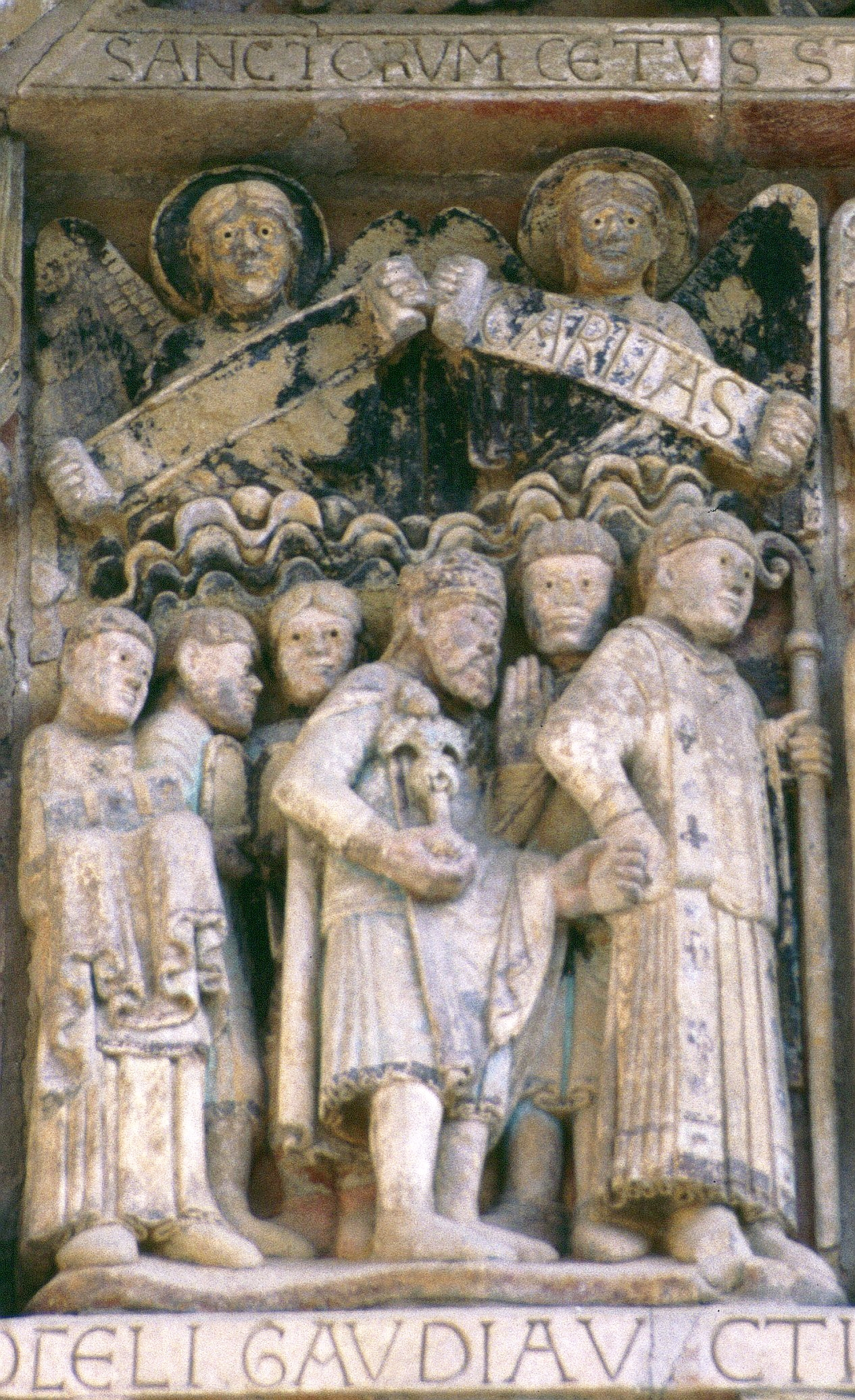
Karl der Große und Odolric

Darunter folgt eine Schar von Heiligen und Gestalten, die voller Vertrauen auf Christus zugehen: ganz rechts zunächst die Jungfrau Maria, dann folgt der heilige Petrus mit dem Schlüssel und einem Stab in den Händen, dann der Eremit Dadon, der Gründer des Klosters von Conques, gefolgt vom Abt Odolric, dem Erbauer der Basilika und ersten Abt des Klosters – unter dem Caritas-Spruchband. Er führt Karl den Großen an der Hand, dessen Freigiebigkeit den Bau oder die Fertigstellung einer früheren Kirche am gleichen Ort ermöglicht hatte. Der Kaiser trägt eine Krone und hält eine kleine Figur in der Hand, vermutlich soll sie die heilige Fides darstellen. Zur damaligen Zeit gehörten Deutschland und Frankreich kulturhistorisch noch zusammen.
Um den Kaiser herum sind Mitglieder seiner Familie versammelt. Es folgen nach links – eine Stufe höher – die drei Gestalten, die zur Zeit der heiligen Fides mit ihr den Märtyrertod erlitten. Der letzte in der Reihe ganz links in der Ecke ist Arosnidus, der berühmte Mönch, der den „frommen Diebstahl“ beging, der Conques zu den Reliquien der Fides verhalf, die in Agen entwendet und nach – wie es heißt – „mancherlei Abenteuern“ an diesen Ort verbracht wurden. Hier wird also ein Diebstahl im Nachhinein als wohlgefälliges Werk für den eigenen Ruhm hingestellt und entschuldigt.
Unterhalb der vorigen Szene stellen links oben in einer schmalen Zwickelzone drei kleine Arkaden die Kirche von Conques dar. Drei Arkaden sind immer ein Zeichen von Heiligkeit und stehen normalerweise für das Himmlische Jerusalem, mit dem sich die Kathedrale von Conques hier symbolisch gleichsetzt. Unter diesen Arkaden hängen die eisernen Fesseln der gefangenen Christen, die durch die heilige Fides aus den Händen der Mauren befreit wurden. Rechts daneben ist Sainte-Foy, die heilige Fides, die Schutzpatronin der Basilika, kniend im Gebet vor der Hand Gottes zu sehen, die sie aus den Wolken heraus segnet.
Darunter sieht man als Hauptszene dieses Teils das himmlische Jerusalem. Im Mittelpunkt thront Abraham, der die Auserwählten empfängt, symbolisiert in zwei kleineren Gestalten mit Heiligenscheinen. Zu seiner Linken stehen die Gerechten des Alten Testaments, zu seiner Rechten die Märtyrer, die heiligen Männer und Frauen des Neuen Testaments.
Hier an diesem Ort herrscht auf ewig Friede. Das wird in der betont ruhigen Ausdruckssprache des gesamten Körpers der Gestalten deutlich.
Unten in der Mitte liegt der Eingang zum Paradies. Vor der Tür mit ornamentierten Beschlägen empfängt ein Engel die Auserwählten, die sich an der Hand halten und am Eingang drängen – wie bestürzt von dem Dämon und dem fürchterlichen Anblick gegenüber. Man muss sich bei diesen heute eher amüsant wirkenden Szenen deutlich vor Augen halten, dass sie in einer Zeit entstanden sind, als die Angst vor der höllischen Verdammnis durchaus real und sehr intensiv war.
Die ganze Szenerie des Tympanons ist in der Mitte geteilt zwischen der Welt des Guten links und der Welt des Bösen rechts. Das biblische Ungeheuer, der Leviathan, verschlingt mit aufgerissenem Rachen die Verdammten, die von einem Teufel mit einer schweren Keule hineingestoßen werden, wobei er den Kopf wendet, um die Auserwählten zu sehen, die ihm entgehen.
Die Szenen in dem schmalen Streifen darüber sind Auferstehung (links: Engel heben die Grabsteine auf und helfen den Toten aus den Gräbern) und Seelenwägung (rechts: Auf der einen Seite der Erzengel Michael, auf der anderen ein Dämon mit verschmitztem Gesicht, der mit dem Finger auf eine der Schalen drückt, damit sie sich zu seinen Gunsten neige. Von der Waage sind nur noch die beiden Schalen übrig.)
Ganz rechts daneben sind in diesem oberen Streifen in einer bildlichen Allegorie die Gewissensbisse dargestellt, und zwar in einer sehr wörtlichen Version. Die Verdammten werden von kleineren Dämonen in den Schädel gebissen.
In einer weiteren Szene des unteren Teils herrscht der Dämon der Finsternis in seiner ganzen Unbarmherzigkeit. Satan thront inmitten emsiger Teufelchen und empfängt die Verdammten. Im rechten Teil des Tympanons, das die Welt des Bösen zeigt, werden eindringlich die sieben Todsünden bestraft: die Völlerei, die Wollust, der Geiz, die Üppigkeit (Maßlosigkeit), der Zorn, der Neid und die Faulheit. Unter den Füßen des Satans liegt für alle Ewigkeit in den Flammen der Faulenzer mit einer Kröte, dem Symbol der Faulheit, an seinen Zehenspitzen. Links davon erwarten ein Mann und eine Frau angebunden und mit gefesselten Händen die Strafe für die Wollust.
Noch weiter links steht direkt an der Eingangspforte zur Hölle der Hochmut, dargestellt durch einen aus dem Sattel geworfenen Ritter, der im wahren Leben ein ehrgeiziger Nachbar der Abtei war und dieser nach ihren Gütern trachtete. Er wird von einem Teufel vom Pferd gezogen und von oben von einem anderen aufgespießt. Zu Lebzeiten war er von den Mönchen des Klosters exkommuniziert worden. Hier werden lokale Aspekte aus der Klostergeschichte in die Darstellung des Jüngsten Gerichtes einbezogen.
Rechts des Satans sind an einem Gehängten die Folgen des Geizes dargestellt. Man erkennt ihn an seinem Beutel mit Geld um den Hals. Die Szene rechts daneben ist schwerer zu verstehen. Die Aussage ist folgende: In der Hölle gibt es keine üble Nachrede, keine Verleumdung, keine Lüge mehr, also werden die bösen Zungen herausgerissen. Und ganz rechts ist die aufs höchste gesteigerte Wut zu sehen: zur Beruhigung wird ein kleines Bad in einem siedenden Kessel verordnet.
Auch hier gibt es in einem schmalen oberen Streifen noch einige Sondergeschichten, die man ohne Erläuterung kaum entschlüsseln könnte. Zunächst links in der Mitte das Thema des Neides: Die Neidischen „sterben immer noch vor Neid“ heißt es auf der Inschrift. Der Teufel zeigt einem Spieler eine Panflöte, das Instrument seiner Träume, aber ein anderer Teufel hindert ihn, sie zu ergreifen und sorgt damit für echte Tantalusqualen. Und in der rechten Mitte erscheint das Los der Wilddiebe, die in den Wäldern der Abtei gejagt haben: Sie werden wie ein Hase am Spieß gebraten, und der Hase hilft dabei. Die Wilddieberei gehört nicht zu den sieben Todsünden, sondern wieder zu den lokalen Themen der Klostergeschichte.
Im oberen rechten Teil des Tympanons werden weitere menschlichen Schwächen dargestellt: der Hochmut, der ebenfalls gezüchtigt wird. Man verbeugt sich zwar noch, aber der Teufel als kniebeugender Höfling entreißt mit seinen Zähnen dem Fürsten die Krone.
In der Szene Drei Geistliche sind in einem Netz gefangen werden diese von einem dickbauchigen Teufel mit Mühe davon geschleppt: einer von ihnen hält einen Bischofsstab. Es ist Étienne, der Bischof von Clermont und Verwalter der Abtei von Conques im 10. Jahrhundert, der den Kirchenschatz geplündert hat. Davor, gebeugt und gedemütigt, Begon II., auch er war Abt des Klosters. Er verdankte seine Ernennung zum Abt betrügerischen Machenschaften und hatte darüber hinaus die Güter der Abtei verschleudert. Also auch hier sind wieder deutliche lokale Themen angesprochen, und zwar auch gegen ehemalige Klostervorstände.
Rechts davon sind die Häretiker dargestellt, erkennbar an dem Pergament und dem Buch der Irrlehren – hier als Schriftrolle, die sie in der Hand halten. Einer liegt auf dem Boden, der Teufel verschließt ihm mit seinem Fuß den Mund. Die Aussage ist eindeutig: Schluss mit den Irrlehren! Und noch weiter rechts am äußersten Rand ist der Falschmünzer dargestellt – vor ihm seine Instrumente, die ihn an den Grund seiner Verdammnis erinnern.
Die Inschrift, die auf dem durchlaufenden Balken steht, sollte vor dem Eintritt in die Kirche die Gläubigen im Glauben stärken und die Zweifelnden zur Umkehr bewegen. Dementsprechend lautet sie: „Die Gemeinschaft der Heiligen steht voller Freude vor Christus dem Richter. So wird den Auserwählten, vereint, um die Freuden des Himmels zu empfangen, Ruhm, Friede, Ruhe und ewiges Licht zuteil. – Die Keuschen, Friedfertigen, Mildtätigen und Frommen sind erfüllt von Freude und Zuversicht und fürchten nichts. Die Gottlosen werden somit der Hölle überantwortet. Die Bösen werden von Strafen gequält, von Flammen verzehrt, sie zittern und stöhnen auf ewig inmitten von Teufeln. Die Diebe, Lügner, Betrüger, Geizigen, Entführer, sie werden alle mit den Übeltätern verurteilt. Ihr Sünder wisset, dass ihr ein schreckliches Gericht erleiden werdet, wenn ihr euren Lebenswandel nicht ändert.“
Darunter steht die Szene die Hurerei: was diese beiden getan haben, zeigt ein Teufel sichtbar auf einem Pergament, zu beider größter Schande also in aller Öffentlichkeit. Die langen Haare der Frau sind Hinweis auf zügellose Sinnlichkeit. Und ganz rechts außen die Völlerei: Die Schlemmer müssen ihre Schlemmereien „zurückgeben“, falls nötig mit wirksamen Mitteln, hier: indem man den Sünder an den Füßen aufhängt.

## Fides-Reliquiar

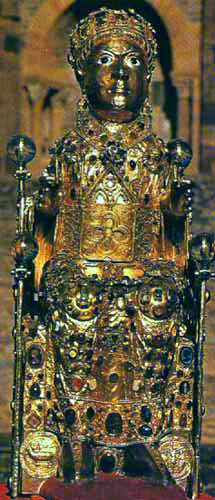
Reliquienstatue der heiligen Fides, vergoldet und mit Edelsteinen besetzt, 10. Jahrhundert

Das kleine Museum des Ortes beherbergt den größten erhaltenen Kirchenschatz des französischen Mittelalters. Die Hauptattraktion ist die überaus reich mit Goldbeschlag und Edelsteinen ausgestattete Statue der Sainte-Foy, die hauptsächlich aus dem Jahr 984 stammt. Sie ist im hinteren Zentrum des abgedunkelten Hauptraums des Museums unter Panzerglas ausgestellt.
Der Holzkern der Statue ist ganz mit Goldblech überzogen und mit Edelsteinen und Perlen geschmückt. Die Plastik ist aus verschiedenen Teilen zusammengesetzt, die zu unterschiedlichen Zeiten angefertigt wurden.
In den Jahren 1954/55 wurde eine Untersuchung des gesamten Kirchenschatzes von Conques und insbesondere des Reliquiars der heiligen Fides durchgeführt. Dabei stellte sich heraus, dass der Kopf der Figur möglicherweise aus der Spätantike des frühen 4. Jahrhunderts stammt und möglicherweise ursprünglich einen römischen Kaiser darstellen sollte. Weiter kam man zu dem Ergebnis, dass eine erste Fassung der Statue im letzten Viertel des 9. Jahrhunderts entstanden ist. Weitere Veränderungen gab es im ausgehenden 10. Jahrhundert und spätere Hinzufügungen im 14., 16. und 17. Jahrhundert. Besonders die recht unmotiviert und starr aus dem Block herausragenden Arme wurden erst im 16. Jahrhundert gegossen.
Die Plastik ist ein sogenanntes Sitzreliquiar, in dem nach der Tradition die Gebeine der Fides aufbewahrt wurden. Sie stand ursprünglich innerhalb des umgitterten Chores der Kirche und war der zentrale Ort der Verehrung der Heiligen.
Schon im 10. Jahrhundert blickten einige Kirchenoberen skeptisch auf den Kult, der sich um diese Statue gebildet hatte. Man befürchtete die Gefahr der Idolatrie, also der Götzenanbetung. Bernhard von Angers sagte im Jahr 1013 dazu: „Sie zum ersten Mal betrachtend, ganz in Gold, funkelnd von edlen Steinen und einer menschlichen Figur ähnlich, erschien sie den meisten einfachen Menschen, als ob sie [die Heilige] sie ganz lebendig anschaute und mit ihren Augen ihre Gebete erhörte.“
Solche Reliquiare waren im lateinischen Christentum nicht unumstritten. Seit dem frühen Christentum existierte eine Debatte um ein Bilderverbot in schwankender Intensität. Während im byzantinischen Reich der Ikonoklasmus deutlich einflussreicher war, setzten sich im Westen, vor allem im Frankenreich, in der Praxis der Kirchenausstattung die Bilder durch. Der Bilderstreit wurde bis in die Moderne nicht vollends beigelegt.
Die Reliquien mussten an einem würdigen Ort aufbewahrt werden, oft nahm dieser die Form von verzierten Behältern an, regelmäßig auch in der Gestalt von Körperreliquiaren. 
Nur durch glückliche Zufälle konnte diese einzigartige Plastik während der Religionskriege im 16. Jahrhundert dem üblichen Schicksal der Plünderung und Einschmelzung entgehen.

## Fenster

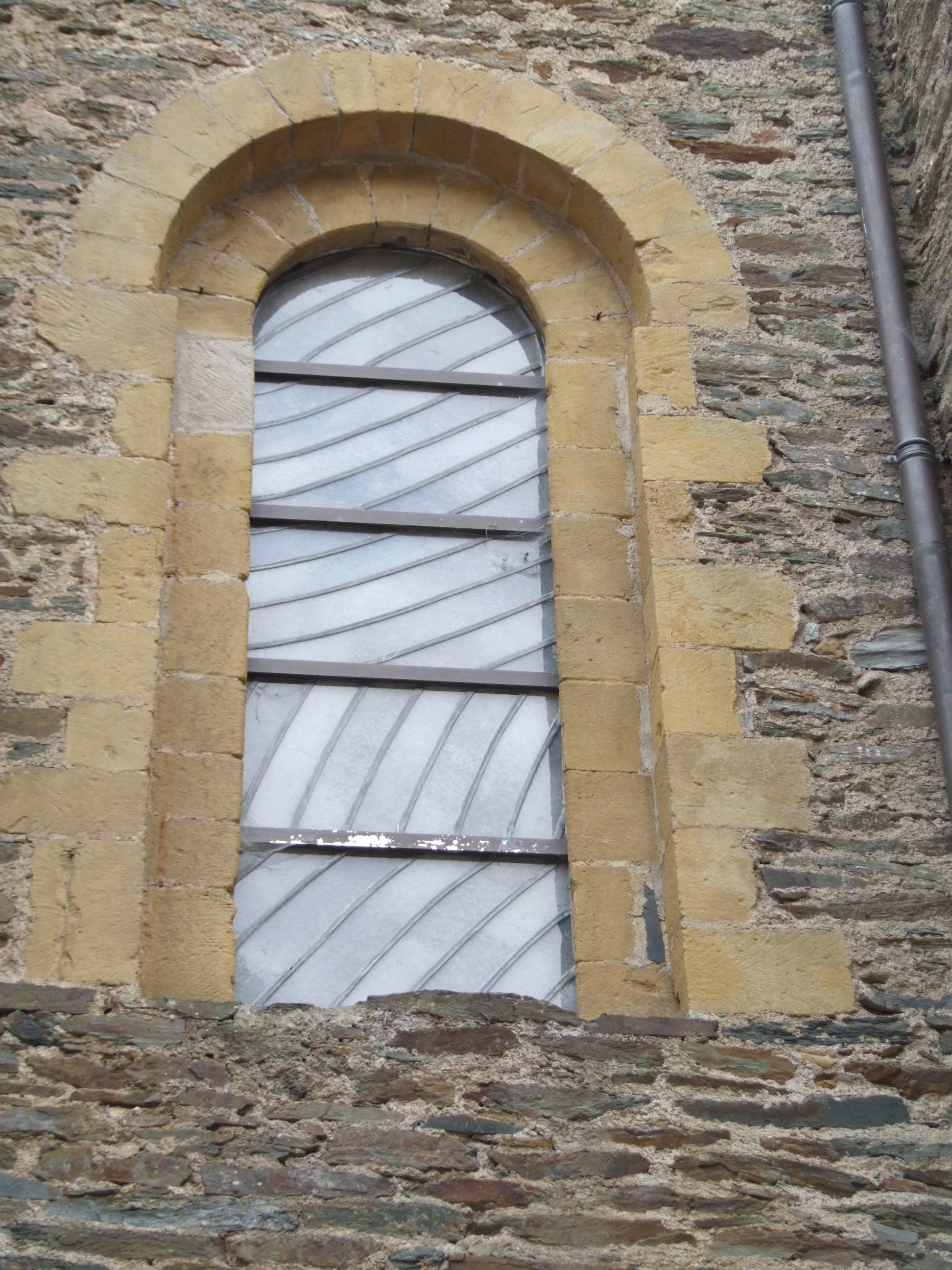
Außenfenster

Die zu Beginn der 1950er Jahre eingesetzten stark farbigen Fenster entsprachen nicht den strikten Regeln der Benediktiner, so dass Pierre Soulages gegen Ende der 1980er den Auftrag erhielt, neue Kirchenfenster zu entwerfen. Soulages, der aus dem rund 40 km entfernten Rodez gebürtig ist, entwickelte nach Studien Fenster, die mit ihrem sehr reduzierten Muster, geraden und gebogenen horizontalen wie diagonalen Linien, den strengen Charakter der romanischen Architektur unterstreichen. Das Glas für die Fenster wurde zusammen mit französischen Herstellern und dem deutschen Unternehmen „Glaskunst-Klinge“ in Rheine entwickelt. Dieses Glas verändert, abhängig von der Tageszeit, den Farbton des Lichts im Kircheninnern zwischen Weiß und verhaltenem Orange. Verglast sind jetzt alle 104 Maueröffnungen, 95 davon Fenster, sowie weitere neun schartenartige Lichteinlässe.
Der deutsche Kulturjournalist Peter Iden schreibt zu diesen Fenstern:

„Es ist hier Soulages etwas gelungen, das derart zwingend, überzeugend, bewegend niemals vorher an einem Kathedralbau zu bestaunen war.“

## Trivia
Die Abtei war ein Drehort des Films À la Carte! – Freiheit geht durch den Magen.

## Film
- Die Abteikirche Sainte Foy in Conques. Dokumentation, Frankreich, 2004, 26 Min., Regie: Stan Neumann, Produktion: Arte France, Reihe: Baukunst, Inhaltsangabe von arte